# St.-George-Utah-Tempel

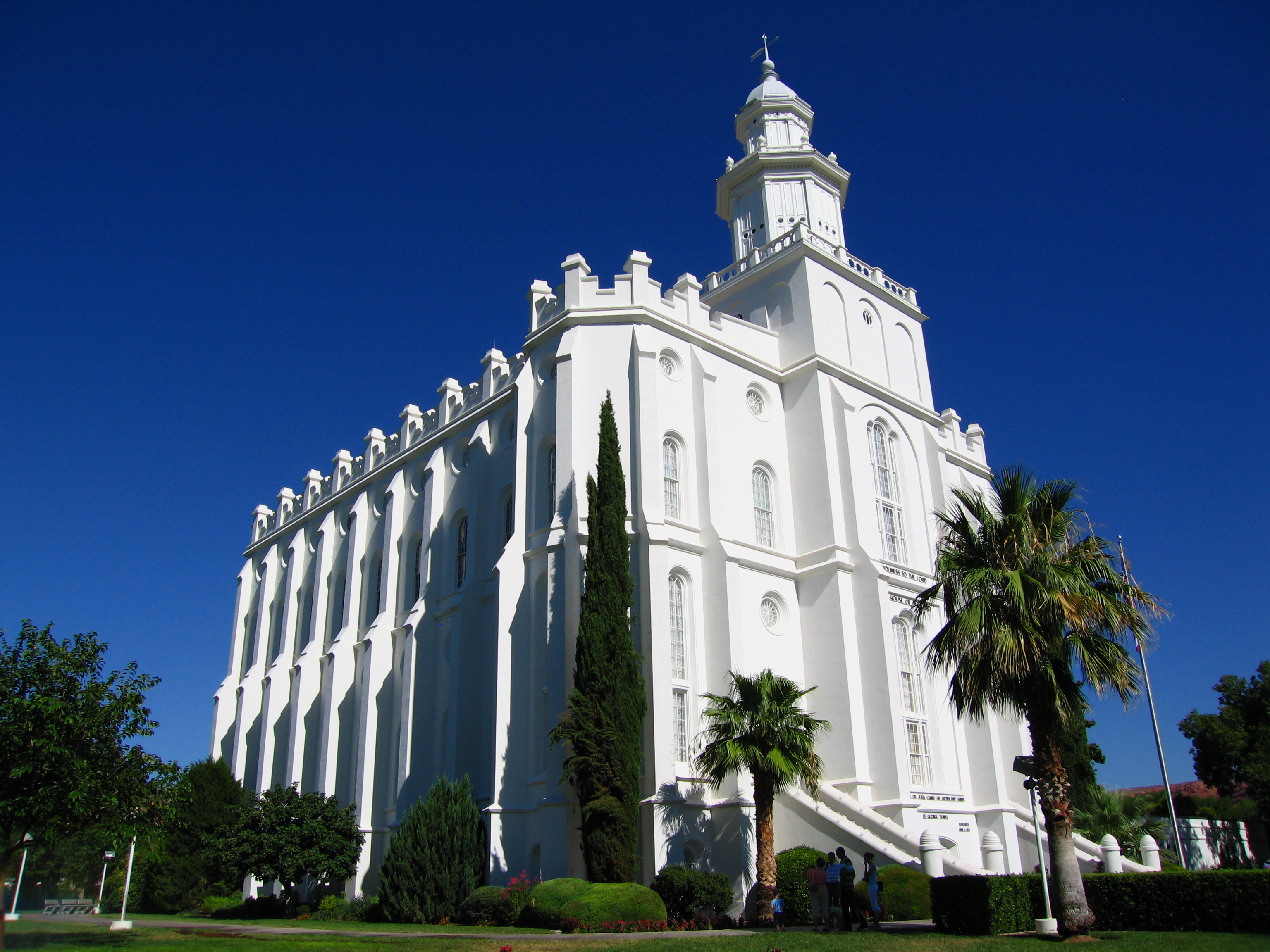
St.-George-Utah-Tempel

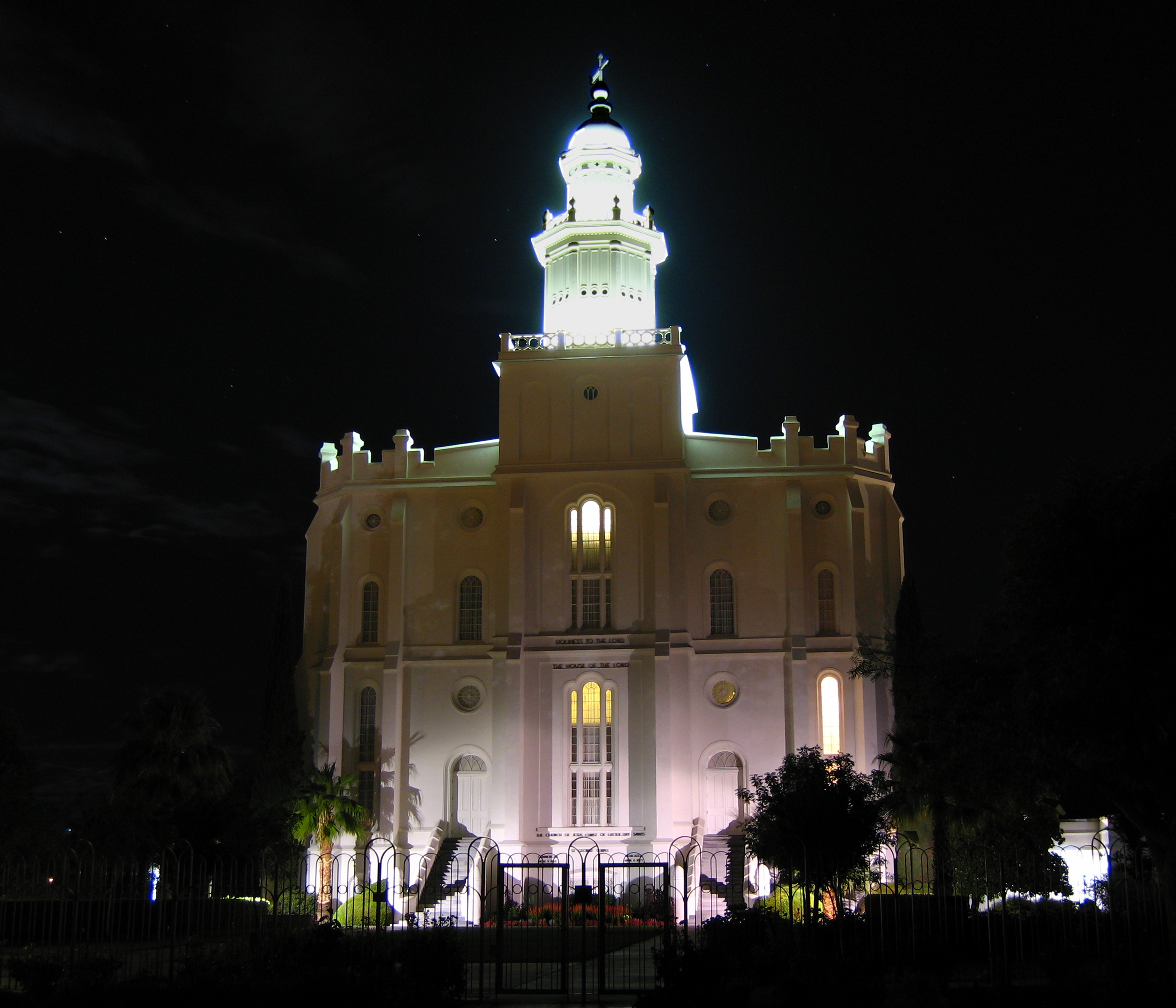
St.-George-Utah-Tempel bei Nacht

Der St.-George-Utah-Tempel ist der älteste Tempel der Kirche Jesu Christi der Heiligen der Letzten Tage (Mormonen), welcher noch in Betrieb ist. Er befindet sich in St. George im US-Bundesstaat Utah.
Über die Weihungsversammlung am 6. April 1877 präsidierte Brigham Young, das Weihungsgebet wurde von George A. Smith gesprochen. Wilford Woodruff war der erste Tempelpräsident vom 1. Januar 1877 bis zum 26. Juni 1884.
Nach einem Umbau des Tempels wurde er am 11. November 1975 von Präsident Spencer W. Kimball erneut geweiht.

## Meilensteine
| Ankündigung:        | 9. November 1871  |
| Erster Spatenstich: | 9. November 1871  |
| Weihung:            | 6. April 1877     |
| Erneute Weihung:    | 11. November 1975 |